# Ferdinand de Marsin
Ferdinand de Marsin, född 1656, död 1706, greve av Marchin och tysk-romersk riksgreve, var en vallonsk militär i fransk tjänst. Han blev marskalk av Frankrike 1703.

## Militära karriär
Ferdinand de Marsins far var generallöjtnant i spansk tjänst. Vid faderns död 1673 gick han i fransk tjänst som kapten för ett kompani från Flandern. Han blev brigadjär 1688 och sårades i slaget vid Fleurus (1690). Som generalmajor stred han i Flandern under augsburgska tronföljdskriget. Generallöjtnant och generalinspektör för kavalleriet 1695, fransk ambassadör vid det spanska hovet 1701-1702. Deltog sedan i slaget vid Luzzara 1702, där han vann stora framgångar. Efter erövringen av Speyer 1703 upphöjdes han till marskalk av Frankrike. Blev tillsammans med hertigen av Tallard besegrad i slaget vid Blenheim 1704, där hans trupper täckte reträtten. Förde sedan befälet i Alsace innan han sändes till Piemonte där han ledde den franska arméns operationer under Filip II av Orléans nominella befäl. I slaget vid Turin 1706 blev han svårt sårad och tillfångatagen och dog snart av sina sår.